# Мазур Дмитро Дмитрович
Мазур Дмитро Дмитрович (5 листопада 1939, Гута-Логанівська — 30 березня 2022, Гута-Логанівська) — український педагог, просвітянин, дисидент. Учасник українського правозахисного руху, член Української Гельсінської спілки, політв'язень радянських в'язниць і таборів.

## Життєпис
Дмитро Мазур Народився 5 листопада 1939 року в селі Гута-Логанівська Малинського району Житомирської області у родині вчителів. 1961 року вступив до Житомирського педагогічного інституту на філологічний факультет, але з другого курсу був призваний до Радянської армії. Службу проходив у Криму та Волгограді. В армії проявилися перші симптоми гіпертонії.
1965 року Мазур відновив навчання у виші. Під час навчення вів національно-просвітницьку роботу серед студентів, через що привернув увагу КДБ, куди регулярно почав викликатися на бесіди. Їздив до Києва знайомитися з автором праці «Інтернаціоналізм чи русифікація?» Івана Дзюби. По завершенню навчання став вчителем української мови та літератури у селі Рясне Ємільчинського району.
Навесні 1968 року Мазур приїхав на зустріч зі студентами Житомирського педагогічного інституту і громадськістю у зв'язку з ювілеєм письменника Олеся Гончара. На зустрічі він виголосив промову про проблеми, порушені Гончаром у романі «Собор». Промова збурила зал і отримала розголос у місті. Розпочалася «чистка» серед викладачів Житомира.
Під тиском КДБ Мазур змушений був покинути роботу в школі села Рясне, проте влаштувався вчителем німецької мови в сусідньому селі Білка Коростенського району. На «ленінському уроці» 1971 року Дмитро Мазур розповів учням про Голодомор в Україні 1932—1933 років, репресії, про бідування похилих колгоспників, критикував радянську систему примусових «виборів без вибору» — і був звільнений з роботи з формулюванням «професійно непридатний».
Позбавлений владою можливості працювати за фахом, педагог жив у батьків і працював в домашньому господарстві в селі Гута-Логанівська. Малинським районним судом вчитель був звинувачений у «дармоїдстві». Суд присудив йому 1 рік примусових робіт. Мазур оскаржив вирок у касаційному порядку та вимагав роботу за фахом. 28 лютого 1973 року, ще до ухвали касаційного суду, Мазура викликали в Малинський суд. На засіданні, яке тривало 5 хвилин, його засудили до 1 року ув'язнення, хоча, за законом, 1 рік примусових робіт мали змінити лише на 4 місяці ув'язнення.
Термін відбував у таборі загального режиму в селі Перехрестівка Роменського району Сумської області, де важко хворів. Для фабрикування нової справи з Житомира у табір приїздили співробітники КДБ. Один із в'язнів письмово відмовився свідчити проти Мазура — тому, можливо, обійшлося попередженням.
Після звільнення Дмитро Мазур працював у Малині на експериментальному заводі, після травми — в колгоспі в рідному селі. Співпрацював з Українською Гельсінкською групою, зустрічався з Миколою Руденком. У зв'язку зі справою Василя Овсієнка, що тоді фабрикувалася, їздив до Оксани Мешко в Київ, привіз 7 лютого 1979 року на суд Овсієнка у Радомишль москвичку Л. Б. Туманову, яка записала процес, внаслідок чого академік Андрій Сахаров став на його захист.
Під час обшуку в червні 1980 року у Мазура були вилучені його заяви на захист Івана Дзюби, протест проти виключення Олександра Солженіцина зі Спілки письменників СРСР і текст «Замість останнього слова» Овсієнка. 30 червня 1980 року Мазур був заарештований КДБ і звинувачений у проведенні антирадянської агітації і пропаганди, ст. 62 ч. 1 КК УРСР. Інкримінували також висловлювання про окупацію Афганістану та неминучий розпад СРСР. Під час слідства майор КДБ Радченко погрожував: «Ми тебе вб'ємо. Нам не потрібні такі хитрі, як ти. Вб'ємо під приводом, що ти схильний до тероризму».
У грудні 1980 року Житомирський обласний суд засудив Мазура до 6 років таборів суворого режиму і 5 років заслання. Про всяк випадок, останнього дня суду в їжу йому підсипали препарат, що гальмує психіку.
Термін відбував у колонії ЖХ-385/3-5 у поселенні Барашево Теньгушевського району Мордовської АРСР. На побаченнях з матір'ю передавав письмову й усну інформацію про становище політв'язнів, зокрема, про литовців. Став співавтором листа до міжнародної організації «Amnesty International» на захист політв'язнів. 1983 року Мазура возили до Житомира на «бесіди» в КДБ. Під вікном камери працював дизель, що призвело до отруєння політв'язня.
За листи до генерального секретаря ЦК КПРС Михайла Горбачова про загрозу катастрофи на ЧАЕС за наполяганням Житомирського КДБ був кинутий до штрафного ізолятору і пробув на карцерному режимі останні 9 місяців терміну.
У кінці липня 1986 року хворого і знесиленого дисидента етапували на заслання до села Нова Брянь Заіграєвського району Бурятської АРСР. Поселили до гуртожитку із секретарем комсомольської організації Кузьміним, який погрожував Мазуру убивством. Звернення Мазура до КДБ було проігнороване. Комсомолець переламав дисиденту руки і завдав тяжкої черепно-мозкової травми, зламав перенісся. Після операції та 10-денного лікування Мазуру повернули у ту саму кімнату. Комсомолець витягнув Мазура на балкон і погрожував скинути. Восени 1986 року Мазур втік із заслання і 2 місяці переховувався в рідному краї. Був заарештований у січні 1987 року в місті Коростишів. Засуджений на 1 рік ув'язнення. Відбував покарання в таборі суворого режиму в Улан-Уде. Мазура утримували у відділенні для туберкульозних. Після закінчення терміну його знову етапували на заслання до Заіграєвського району. На засланні не мав грошей, одягу, житла, прогресував туберкульоз. Рятуючи своє життя, у лютому 1987 року Мазур знову полишив місце заслання. Деякий час далеко в тайзі його рятували місцеві мешканці. У березні вкотре був заарештований у місті Маріуполь і знову засуджений на 1 рік таборів. Його помістили в те саме тубвідділення в Улан-Уде, де він також захворів на Гепатит А.
У вересні 1988 щойно звільнений Василь Овсієнко від імені Українського комітету захисту політв'язнів надіслав зі Львова телеграму Горбачову на захист життя Мазура, а її копію — світовій громадськості. В результаті Мазура ізолювали від інших хворих, а 8 грудня 1988 року його звільнили із заслання.
Після звільнення повернувся до батьків, які невдовзі померли. Вступив до Української Гельсінської спілки, 1990 року — до Української республіканської партії, 1997 року — до Народного руху України. Реабілітований у 1991 році. Проживає в Гуті-Логанівській. Виступає як публіцист.
Указом Президента України Віктора Ющенка № 939/2009 «Про відзначення державними нагорода-ми України з нагоди Дня Свободи» від 18 листопада 2009 року «за визначний особистий внесок у відстоювання національної ідеї, становлення і розвиток Української незалежної держави та політичну і громадську діяльність» Дмитро Мазур нагороджений орденом «За мужність» І ступеня.